# Buzügész
Buzügész (görögül: Βουζύγης) a görög mitológiában hérosz, akinek a szarvasmarha megszelídítését tulajdonítják: elsőnek ő vetette a maga feltalálta jármot az ökör nyakába, és szántotta fel a földet. Ugyancsak Buzügésznak tulajdonítják számos mezőgazdasági szokás és vallási szertartás bevezetését Perszephoné-Kóré és Démétér tiszteletére. Buzügészt a Buzügészek athéni papi rendje alapítójának tartották; e papok kötelessége volt a vetés megkezdése az Akropolisz oldalában lévő szent körzetben.